# Степаньянц, София Давидовна
София Давидовна Степаньянц (урождённая Равич; 8 октября 1934, Ленинград — 20 сентября 2015, Санкт-Петербург) — советский и российский зоолог, книдариолог и популяризатор науки, специалист по гидроидным.

## Биография
Родилась 8 октября 1934 года. В 1956 году окончила Ленинградский государственный педагогический институт имени М. Н. Покровского. С 1956 года до конца жизни работала в Зоологическом институте АН СССР (РАН). В 1967 году защитила кандидатскую диссертацию по монографии «Сифонофоры морей СССР и северной части Тихого океана». Автор и соавтор около 200 работ, включая две монографии и около 40 научно-популярных статей. Автор и соавтор более 40 новых видов и родов книдарий.
Активный популяризатор Зоологического института РАН и Зоологического музея в Санкт-Петербурге. Соавтор очерков о Н. Н. Воронцове, К. Н. Несисе, Я. И. Старобогатове, А. В. Иванове и других. Редактор 34 монографий и сборников трудов ЗИН.
Муж — театральный режиссёр Артур Леонович Степаньянц.

## Избранные труды
- Степаньянц С.Д. Сифонофоры морей СССР и северной части Тихого океана. — Л.: Наука, 1967. — 216 с. — (Определители по фауне СССР).
- Степаньянц С.Д. Гидроиды вод Антарктики и Субантарктики. — Результаты биологических исследований Советских антарктических экспедиций. — Л. : Наука, 1979. — Т. 6. — 200 с. — (Исследования фауны морей ; т. XXII (XXX)).
- Степаньянц С.Д. Гидра: От Абраама Трамбле до наших дней / Степаньянц С.Д., Кузнецова В.Г., Анохин Б.А.. — М.; СПб. : Т-во научных изданий КМК, 2003. — 102 с. — (Разнообразие животных ; вып. 1).